# Spec Ops: Ranger Team Bravo
Spec Ops: Ranger Team Bravo —- шутер от первого лица с элементами стратегии. Она была разработана Zombie Studios и была опубликована Ripcord Games. Игра выпущена исключительно на платформе Microsoft Windows в 1998 году. Это вторая игра в серии Spec Ops. Это продолжение игры Spec Ops: Rangers Lead the Way. Третья игра, в серии была Spec Ops II: Green Berets выпущенная в 1999 году.

## Описание
Spec Ops: Ranger Team Bravo является дополнением, вышедшим к боевику Spec Ops: Rangers Lead the Way. Его главной особенностью является добавление в игру новых мультиплеерных опций. Теперь до шести игроков смогут сразиться в режиме Deathmatches, а также сыграть в кооперативном режиме через интернет или по локальной сети. Помимо этого все уровни оригинальной части игры теперь доступны для командного прохождения, плюс ко всему этому разработчики добавили ещё шесть новых уровней.
В Spec Ops: Ranger Team Bravo вам также будут доступны для прохождения три новые одиночные кампании, где вы сыграете во Вьетнаме, в Боснии и Ираке.